# Michele Dancelli
Michele Dancelli (Castenédolo, 8 mei 1942) is een voormalig Italiaans wielrenner.

## Belangrijkste overwinningen
1965
- Ronde van de Apennijnen
- 4e etappe Ronde van Romandië
- Coppa Placci
- Ronde van Emilië
- Ronde van Campanië
- Italiaans kampioenschap op de weg, Elite

1966
- Ronde van Lazio
- Ronde van de Apennijnen
- Ronde van Reggio Calabria
- 7e etappe Parijs-Nice
- Waalse Pijl
- Italiaans kampioenschap op de weg, Elite

1967
- Coppa Sabatini
- Ronde van de Apennijnen
- Ronde van Reggio Calabria
- Ronde van Emilië

1968
- Ronde van Reggio Calabria
- Trofeo Laigueglia
- 2e etappe Ronde van Romandië
- Parijs-Luxemburg

1969
- 8e etappe deel B Ronde van Frankrijk

1970
- Ronde van Lazio
- Milaan-San Remo
- Trofeo Laigueglia

## Resultaten in voornaamste wedstrijden
| Jaar | Ronde van Italië | Ronde van Frankrijk | Ronde van Spanje |
| ---- | ---------------- | ------------------- | ---------------- |
| 1963 |                  |                     |                  |
| 1964 | 21e (1)          |                     |                  |
| 1965 | 12e (2)          |                     |                  |
| 1966 | 20e (1)          |                     |                  |
| 1967 | opgave (2)       |                     | opgave           |
| 1968 | 6e               |                     |                  |
| 1969 | 6e (1)           | 20e (1)             |                  |
| 1970 | 4e (4)           |                     |                  |
| 1971 | opgave           |                     |                  |
| 1972 | 35e              |                     |                  |
| 1973 | uitgesloten      |                     |                  |
| 1974 |                  |                     |                  |

| Jaar | Milaan-San Remo | Gent-Wevelgem | Ronde van Vlaanderen | Parijs-Roubaix | Luik-Bast.‑Luik | Ronde van Lombardije | Waalse Pijl | Rund um den Henninger-Turm |  | WK op de weg |  | Wereldranglijsten |
| ---- | --------------- | ------------- | -------------------- | -------------- | --------------- | -------------------- | ----------- | -------------------------- |  | ------------ |  | ----------------- |
| 1963 |                 |               |                      |                |                 | ↑                    |             |                            |  |              |  | 27e (SPP)         |
| 1964 | 13e             |               |                      |                |                 | 6e                   |             |                            |  |              |  |                   |
| 1965 | 11e             |               |                      | 32e            |                 | 7e                   |             |                            |  | 27e          |  |                   |
| 1966 | 4e              |               | 11e                  | 24e            | 6e              | 5e                   | Goud        |                            |  | 14e          |  | 13e (SPP)         |
| 1967 | 20e             |               |                      |                |                 |                      |             |                            |  | 8e           |  |                   |
| 1968 | 44e             |               |                      |                |                 | 8e                   |             |                            |  | ↑            |  | 9e (SPP)          |
| 1969 | 22e             | 17e           | 6e                   | 12e            |                 | 13e                  |             | Zilver                     |  | ↑            |  | 11e (SPP)         |
| 1970 | ↑               |               | 25e                  | 14e            |                 | 9e                   |             | 24e                        |  | 18e          |  | 7e (SPP)          |
| 1971 |                 |               |                      |                |                 |                      |             |                            |  | 7e           |  |                   |
| 1972 | 6e              |               | 22e                  |                |                 | 10e                  |             |                            |  | 6e           |  |                   |
| 1973 | 36e             |               |                      |                |                 |                      |             |                            |  |              |  |                   |
| 1974 | 26e             |               |                      |                |                 |                      |             |                            |  |              |  |                   |